# Fantasía en fa menor (Schubert)

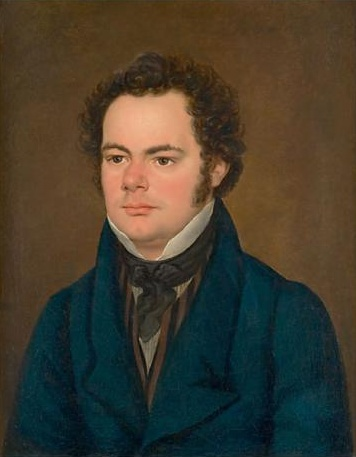
Franz Schubert en 1827 (retrato del pintor Anton Depauly de 1828)

La Fantasía en Fa menor de Franz Schubert, D.940 (Op. posth. 103), para piano a cuatro manos, es una de las composiciones para más de un pianista más importantes de Schubert, así como una de las más importantes de toda su obra. Schubert la compuso en 1828, el año de su muerte, y la dedicó a su discípula, Karoline Esterházy.
El musicólogo Christopher Gibbs ha descrito la obra como "no sólo su mejor obra sino su más original" composición para dúo de piano.

## Historia
Schubert empezó a componer la Fantasía en enero de 1828 en Viena.  Terminó la obra en marzo de ese año, y su primera interpretación pública tuvo lugar en mayo. Un amigo suyo, Eduard von Bauernfeld, escribió en su diario el 9 de mayo que un memorable dueto fue interpretado por Schubert y Franz Lachner.  
Dedicó la obra a Karoline Esterházy, un amor no correspondido.
Schubert murió en noviembre de 1828. Tras su muerte, sus amigos y familiares impulsaron la publicación de ciertas obras suyas. Esta Fantasía fue una de esas obras, y en marzo de 1829 fue editada por Anton Diabelli. El manuscrito original se conserva en la Biblioteca Nacional de Austria.

## Estructura
La Fantasía está dividida en cuatro movimientos que se presentan interconectados e interpretados sin pausa entre ellos. Una interpretación habitual suele durar unos 20 minutos.
1. Allegro molto moderato
2. Largo
3. Scherzo. Allegro vivace
4. Finale. Allegro molto moderato

La idea de una fantasía con cuatro movimientos conectados también aparece en la Wanderer-Fantasie, y representa un punto estilístico entre la forma sonata tradicional y la forma libre del poema sinfónico.  La estructura básica de las dos fantasías es esencialmente la misma: Allegro, movimiento lento, scherzo, allegro con una fuga.  La forma de esta obra, con su relativamente ordenada estructura (más que las fantasías de Beethoven y Mozart), resultó influyente en la obra de Franz Liszt, quien compuso arreglos de la Wanderer Fantasie en un concierto para piano, entre otras transcripciones de la música de Schubert.

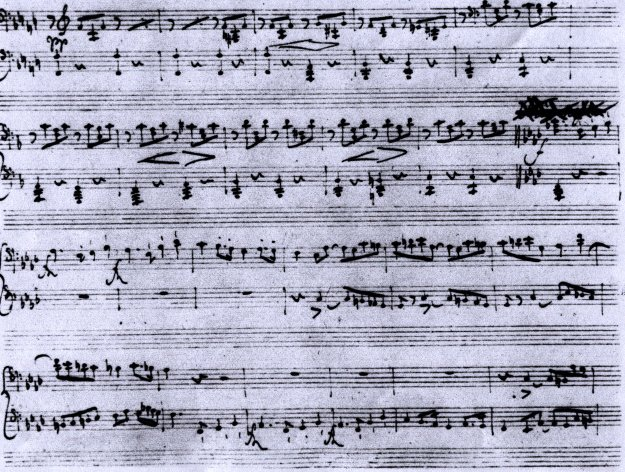
Una página del manuscrito autógrafo en la que se ve algo de la segunda parte (lado izquierdo) del cuarto movimiento.

### Primer movimiento
La obra comienza con una lírica melodía con un ritmo con puntillo, reminiscencia del estilo húngaro.  El tema aparece en Fa menor, antes de repetir brevemente en Fa Mayor, y modular a un sombrío, casi propio de un funeral, segundo tema. Tras desarrollar ambos temas, vuelve a una versión del segundo tema en Fa mayor, que modula a Fa♯ menor, marcando el inicio del segundo movimiento.

### Segundo movimiento
El segundo movimiento empieza con un enérgico y turbulento fortissimo tema en Fa ♯ menor. A partir del largo, el tema con doble puntillo conduce a un ambiente con tensión, para continuar con un segundo tema más callado y lírico. Más adelante, reaparece el primer tema, terminando en la tonalidad de Do♯ mayor.  Schubert había escuchado recientemente el Concierto para violín n.º 2 de Paganini, y el segundo movimiento inspiró estos temas.

### Tercer movimiento
Siguiendo al agitado segundo movimiento en Fa♯ menor, el tercer movimiento se presenta como un Allegro Vivace brillante en la misma tonalidad. Recuerda a otras obras del propio compositor, como los scherzos de los tríos para piano de esta misma época. Tras un delicado trío en Re mayor, el scherzo vuelve, en Fa♯ menor por unos momentos, pues la repetición del tema varía de La mayor a Fa♯ menor. Finalmente termina con octavas en Do♯ que conducen a una modulación de vuelta a Fa menor.

### Finale
El finale comienza con una repetición del primer tema del movimiento inicial, tanto en Fa menor como en Fa mayor, antes de introducir una transición a una fuga basada en el segundo tema. La fuga construye un clímax que terminará abruptamente en Do mayor, la dominante, en lugar de resolver en Fa mayor o menor. Tras un compás de silencio, el primer tema se repite brevemente, conduciendo rápidamente a los últimos acordes, que recuerdan al segundo tema, que darán lugar a un tranquilo final. Ha sido denominada como "la cadencia más destacable de toda la obra en su conjunto de Schubert" ("the most remarkable cadence in the whole of Schubert's work,"), por la maestría a la hora de condensar los dos temas en los últimos ocho compases de la Fantasía.

## Grabaciones
La fantasía ha sido grabada en múltiples ocasiones. A continuación se detallan algunos versiones de destacados intérpretes:
- Alfred Brendel con Evelyne Crochet en Vox Box.
- Sviatoslav Richter y Benjamin Britten en Decca Records/BBC Legends.
- Evgeny Kissin y James Levine en RCA Victor.
- Katia y Marielle Labèque en Kml Recordings.
- Justus Frantz y Christoph Eschenbach en EMI.
- Radu Lupu y Murray Perahia en Sony Classical.
- Aloys y Alfons Kontarsky, Emil y Elena Gilels, y Maria João Pires con Ricardo Castro en Deutsche Grammophon.
- Jörg Demus y Paul Badura-Skoda varias veces; entre ellas, en Westminster Records, Auvidis Valois, y Audax.
- Vitya Vronsky y Victor Babin[13] en US Decca.
- Robert y Gaby Casadesus[14] en Columbia Masterworks Records.
- Alexandre Tharaud y Zhu Xiao-Mei en Harmonia Mundi France.
- Anton & Maite Piano Duo dentro de su álbum ESSENZ (2021) Ibs Classical.